# Oreobates granulosus
Espèce
Synonymes
- Hylodes granulosus Boulenger, 1903
- Eleutherodactylus granulosus (Boulenger, 1903)

Oreobates granulosus est une espèce d'amphibiens de la famille des Craugastoridae.

## Répartition
Cette espèce est endémique de la province de Carabaya dans la région de Puno au Pérou. Elle se rencontre entre 1 400 et 2 000 m d'altitude dans la cordillère de Carabaya.

## Publication originale
- Boulenger, 1903 : Descriptions of new batrachians in the British Museum. Annals and Magazine of Natural History, sér. 7, vol. 12, p. 552-557 (texte intégral).